# 스테판 해거드
스테판 해거드는 샌디에이고 캘리포니아대(UCSD) 석좌교수이다. UC버클리 정치학 박사학위를 취득한1983년부터 1991년까지 하버드대학교에서 행정학과 교수를 했다. 《주변부로부터의 오솔길: 신흥공업국의 정치경제학》, 《개발도상국과 세계 통합의 정치학》, 《민주적 전환의 정치경제학》 등 동아시아의 정치와 정치경제를 다룬 을 저술 뿐만 아니라 북한에서의 식량문제에 관한 저서와 마커스 놀랜드와 함께 북한 난민에 관한 보고서인 《북한 난민 위기:인권과 국제적 대응》을 출판했다. 국제관계협의회의 회원이자 피터슨 국제경제연구소의 객원연구원이며, 세계은행과 OECD 객원연구원으로 일했다. 아시아 금융위기와 대북 식량원조에 관하여 미국 의회에서 증언을 했다. 중앙일보의 글로벌 워치에서 기명 칼럼을 기고하고 있다. 